# 政令201号事件
政令201号事件（せいれい201ごうじけん）は、公務員の労働基本権に制限を課した1948年の政令201号につき、それに基づく訴訟において弁護側が主に二つの論点（政令の制定過程からみた有効性、日本国憲法第28条違反）から憲法判断を求めた事件。別名は「弘前機関区事件」「国鉄弘前機関区事件」。

## 概要
1948年7月31日に公務員の労働協約締結を目的とする団体交渉権と団体争議権を否認する政令201号が公布・施行されると、国鉄労働組合では全国各地でこれに対する反対闘争が企図された。国鉄
8月5日には松山機関区にて乗務拒否が、8月9日には新得機関区で職場放棄が発生するなど拡大。8月下旬には仙台、東京鉄道局管内に波及して総離脱者は1489人に達して免官、検測者が相次いだ。
仙台鉄道区弘前機関区の例では、国鉄労働組合青森支部弘前機関区分会員の4人が同政令の撤回などを要求し、その目的の貫徹のための争議手段として、同僚職員等とともに職場を放棄することを決意し、数日間無届欠勤した。国鉄職員4人は免職され、これらの職場放棄行為が国鉄の業務運営の能率を阻害する争議行為であり、政令201号第1条第1項の「公務員は、何人といえども同盟罷業又は怠業的行為をなし、その他国又は地方公共団体の業務の運営能率を阻害する争議行為をとってはならない」という規定に違反するものとして起訴された。

## 裁判

### 弁護側の主張
弁護側は政令201号について形式的無効論と実質的無効論から無罪を主張した。
形式的無効論
- 次の論拠から政令201号の根拠とされた勅令542号（ポツダム命令）それ自体が違憲・無効であり、これに基づいて制定された政令201号も無効と主張した。
  - 勅令542号は「日本国憲法施行の際現に効力を有する規定の効力等に関する法律」（昭和22年4月18日第72号法律）により1947年12月31日をもって失効している。すなわちこの勅令は国会の事後承諾を受けた「法律に代わるべき勅令」（大日本帝国家憲法第8条）ではあるが、法律のいう命令にあたるので、同法により、1948年12月31日で失効したとみるべきである。
  - ポツダム勅令のいう「ポツダム宣言ノ受託ニ伴ヒ連合国最高司令官ノ為ス要求ニ係ル事項ヲ実施スル為必要アル場合」という委任の要件の定め方自体が、「天皇ハ公共ノ安全ヲ保持シ又ハ其ノ災厄ヲ避クル為緊急ノ必要ニ由リ帝国議会閉会ノ場合ニ於テ法律ニ代ルヘキ勅令ヲ発ス」という大日本帝国憲法第8条の規定の趣旨に違反して、広汎な範囲の立法を政府に委任したものである。したがって、それは憲法の建前とする三権分立の原則を否認するものであるから無効である。さらに日本国憲法第41条の下では、このような広汎な委任の違憲性はより明白である。日本国憲法第41条の趣旨に反して、行政府に立法権の白紙委任をしたに等しいからである。次に日本国憲法第73条第6号の趣旨に照らしても、無制限に一般的な罰則の委任をなしうることは許されない。したがって、この勅令のような広汎な罰則の委任は憲法に反するものである。
- 仮に勅令542号が有効だとしても、以下の論拠から政令201号は勅令542号の要件を満たしていないから無効であると主張した。
  - 勅令542号に基づく政令は連合国最高司令官の要求する事項を実施する場合に限られるが、問題のマッカーサー書簡は単なる示唆・勧告であって要求とはいえない。
  - 勅令524号に基づく政令の制定のためには、国会を召集してその審議を経るいとまもないほどの緊急の場合「特に必要のある場合」でなければならない。しかし、当時の情勢は政令201号の制定を必要とするほど緊急の状態ではなかった。
  - 政令201号はマッカーサー書簡を忠実に具体化したものではなく、不当に拡大・曲解したものである。書簡によれば争議行為等を制限すべき公務員とは高級公務員を指すものであって、単に労働力を提供するにすぎない現業公務員は「公職から除外されてもよいと信じる」とされている。にもかかわらず、政令201号は一律に全ての公務員を対象としている。

実質的無効論
- 次の論拠から政令201号の内容が憲法違反であり、したがって無効であるという主張した。
  - 政令201号による公務員の争議行為等の禁止は勤労者の労働基本権を保証する日本国憲法第28条に違反する。なぜなら、日本国憲法第28条は日本国憲法第25条に保障される生存権の実現の一つの裏付けとするために勤労者に対し団結権・団体交渉権・争議権その他の団体行動権を与えたものであり、これらの権利は奪うことのできないものである。ところで、公務員も日本国憲法第28条の趣旨や労働組合法・労働関係調整法・労働基準法等に照らして日本国憲法第28条にいう「勤労者」に含まれることは極めて明白である。にもかかわらず、政令201号は一律に公務員から争議権を剥奪しているから違憲であり、無効である。
  - 公務員の職場離脱が政令201号に違反するとすれば、政令201号は日本国憲法第18条の「何人も、いかなる奴隷的拘束を受けない。又、犯罪に因る処罰の場合を除いては、その意に反する苦役に服されない」という規定に反する。すなわち、政令201号による処罰という威嚇をもって、職場に縛り付けることは、奴隷的拘束を加えるものでありかつその意に反して苦役を科するものであるから違憲であり、無効である。

その他の争点
- その他の争点として、仮に有効であるとしても被告人などの行為を政令201号により処罰することはできないと主張した。
  - 政令201号は労働組合法・労働関係調整法に抵触しない限りにおいてのみ有効である。命令で法律を廃止・変更できない以上、政令201号は労働者の団体行動権を保障した労働組合法・労働関係調整法の規定を廃止・変更する効力を有しないからである。しかるに、政令201号は公務員の団体行動権に関して労働組合法・労働関係調整法の規定を廃止・変更することを目的としている。したがって、被告人等の職場離脱行為に関して労働組合法・労働関係調整法を適用しないで、この政令を適用することは許されない。
  - 被告人等の職場離脱行為は政令201号にいう「争議手段」には該当しない。ここにいう争議行為とは使用者たる政府に対する具体的要求を実現するための最後的手段であるが、被告人等の職場離脱行為はそのような要求を実現するために行われたものではない。また、これらの行為は政令201号にいう「事業の運営能率を阻害する争議手段」にも該当しない。ここにいう「争議手段」とは争議手段により具体的に事業の運営能率を阻害する結果を発生させなければ成立しないものである。ところが、被告人等の行為は、単なる無届欠勤にすぎないものであって、これをもって直ちに「事業の運営能率を阻害する争議手段」であるとすることはできない。
  - 政令201号に定められた罪について、被告人等に関して1948年12月3日に国家公務員法の一部を改正する法律の施行後に刑の廃止があったので、免訴の判決が下されるべきである。すなわち、その後に制定された日本国有鉄道法及び公共企業体労働関係法は、公共企業体職員の争議行為については処罰の対象とはせず、かつ「罰則の適用についてはなお従前の例による」というような経過規定も設けなかった。その結果、国鉄職員の争議行為については適用すべき罰則が存在しないということになったから、刑が廃止された。

### 司法の判断
1953年4月8日に最高裁判所大法廷は以下のように判断した。
形式的無効論について
- ポツダム宣言の受諾、降伏文書への調印の結果、日本国政府・日本国民は連合国最高司令官や連合国代表者の要求・指令に従い、遵守する義務を負うことになり、勅令542号は連合国最高司令官という超憲法的存在の要求を速やかに実行する義務を負った日本国政府がそれに応じるために制定したものであるから合憲であり、有効であるとした。
- 政令201号の効力についても以下の点から有効とした。
  - 勅令542号のいう「連合国最高司令官ノ為ス要求」があったかどうかの点については、司令官の意思表示が文書によるか口頭によるか、あるいは文書のタイトルが何であったかというような形式的判断によるのではなく、意思表示全体の趣旨を解釈して実質的に判断されなければならないとした。このような立場のもとに、判決は問題のマッカーサー書簡はその文言ならびに書簡が発せられた前後における諸般の事情を勘定すると、政令201号に盛られたような改正の方向を指示し、要求したものであると認めた。
  - 政令指定が緊急の必要の有無については「勅令542号に基づく命令を発し得るのは、国会の議決を求めるいとまなき場合に限るという法規は存しないのであるから、（中略）政令201号の制定のさいに国会の召集するいとまがあったとしても、そのことは右の政令（注:政令201号）を違法又は無効とする理由とはならない」とした。
  - 政令201号はマッカーサー書簡を忠実に具体化したものであるかどうかについては、「規制の対象とされるべき公務員の範囲は書簡全体の趣旨を総合すると、高級公務員のみならず、下級公務員や現業職員をも含むものであり、当時の労働運動状況を考慮すれば、後者こそが主な規制対象となるべきものであった。その他の点についても、この政令（注:政令201号）がマッカーサー書簡の要求範囲を逸脱し、あるいは曲解した不当、違法なものということはできない」とした。

実質的無効論について
- 政令201号による公務員の労働基本権の制限と日本国憲法第28条による労働者の労働基本権の保障との関係については、「国民の権利はすべて公共の福祉に反しない限りにおいて、立法その他の国政の上で最大の尊重を必要とする者であるから、憲法28条が保障する労働者の（中略）権利も公共の福祉のために制限を受けるのは已を得ないところである。殊に国家公務員は国民全体の奉仕者として公共の利益のために勤務（する）（中略）性質のものであるから（中略）特別の取扱を受けることがあるのは当然である。（中略）本件政令201号が公務員の争議を禁止したからとて、これを以て憲法28条に違反するものということはできない」とした。
- 政令201号第2条第1項による職場離脱行為の禁止と日本国憲法第18条の関係については、公務員の地位は本人の人格を無視してその意思にかかわらず束縛する状態におこうとするものではなく、所定の手続を経て、いつでも自由意思によって公務員の地位から離れることもでき、政令201号が公務員に憲法第18条にいう奴隷的拘束を加えてその意に反して苦役を科すものであるとはいえないとした。

その他の問題
- 政令201号は労働組合法・労働関係調整法との関係について、「政令201号は憲法にかかわりなく有効である。従って、また当然に憲法に基いて制定された労働組合法、労働関係調整法等にかかわりなく有効である。換言すればこれ等の法律の規定は政令201号に矛盾する限り廃止又は変更されたこととなる」として、政令201号はいわゆる超憲法的性格をもっているとの理由によって一連の労働関係の法律を改廃する力をもち得たとされた。
- 被告人等の行為が政令201号にいう「争議手段」にあたるかどうかについて、政府に対する公務員法改正反対・政令201号の撤回・待遇改善等の政治的・経済的要求を貫徹する手段として職場離脱した被告人等の行為は「争議行為」に該当するとされ、また政令201号違反の罪が成立するためには、必ずしも公務の運営能率を阻害するという具体的結果が現実に発生することを必要とするのではなく、そのような結果が発生する抽象的危険性があれば足りるとし、被告人の行為はそのような危険性があったとされた。
- 刑の廃止があったかどうかについて、国家公務員法の一部を改正する法律の附則第8条で「政令201号の失効以前に行われた違反行為に関する罰則の適用については、なお従前の例による」と規定していることが援用されて、刑の廃止があったとはいえないとした。

その結果、1人について実刑、3人について執行猶予付きの懲役刑がそれぞれ確定した。なお、栗山茂は「我国の統治権が最高司令官の制限の下に置かれることになったのは、占領という一方的行為の効果である。その結果、占領下の我国の法秩序には二元的淵源が存することとなったであり、勅令542号は最高司令官の権力を根拠とするものであり、憲法にかかわりなく有効である」「憲法28条が保障する勤労者の権利は私有財産制・資本主義的経済を前提とする労使対等関係における労働雇用契約について、交渉の実質的平等を確保するためのものであるが、国または地方公共団体とその公務員との関係は、このような関係をまったく欠いているから、公務員は本質的に憲法28条にいう勤労者ではなく、同条が保障する権利をもともと享有していない」とする意見を述べた。また、真野毅は「本件は刑の廃止があったものとして免訴を言い渡すべき」とする反対意見を述べた。